# Рај (Иран)
Шахр-е Реј (персијски: شهر ری, „Град Рај“) или једноставно Рај (Реј; ری) је главни град округа Рај у провинцији Техеран, Иран. Некада посебан град, сада је апсорбиран у метрополитанско подручје Великог Техерана као 20. општина града Техерана, главног града земље.
Историјски познат као Рагес (/ ˈреɪдʒәз /), Раги и Арсакиа, Рај је најстарији постојећи град у провинцији Техеран. У класично доба то је био истакнути град који је припадао Медији, политичкој и културној бази Међана. Древни персијски натписи и Авеста (зороастријско писмо), између осталих извора, сведоче о важности древног Раја. Рај се помиње неколико пута у Апокрифу. Такође је приказан на Појтингеровој карти из IV века. Град је био изложен озбиљном разарању током средњовековних инвазија Арапа, Турака и Монгола. Његова позиција престонице оживљена је за време владавине Бујидских Дајламита и Селуџучких Турака. Рај је богатији од многих других древних градова по броју својих историјских споменика. Неолитско налазиште Чешме Алија, реконструисани дворац Реј из средњег доба, дворац Рашкан из периода Партије, зоарастријски храм ватре Бахрам из сасанидског периода и некада зороастријанско, а сада исламско светиште Биби Шахрбану су међу многим археолошким налазиштима у Рају.
Рај је био дом многих историјских личности, укључујући краљеве, трговце, научнике и песнике. Средњовековни персијски научник Рази, једна од најзначајнијих личности медицинске науке, био је из Раја. Једна етимологија предложена за име Раданита - групе трговаца, од којих су неки јеврејског порекла, који су у раном средњем веку држали отворене Евроазијске трговачке путеве - повезујући их с Рајем.
Данас Рај има много индустријских постројења и фабрика које раде. Повезан је путем брзог транзитног система Техеранског метроа с остатком Великог Техерана.

## Име
Шахр-е Реј (شهر ری, Шахр-е Реј) је персијски за "Град Рај". Рај или Реј (ری) потиче од староперсијског Рага (𐎼𐎥𐎠). Забележен је на древном грчком језику Рагаи (Ραγαι) и Рагес (Ραγες), а на латинском језику Раги и Рагани. Једном је био преименован у Еуропос (Ευρωπος) у оквиру Селеукидског царства.
Име се изговара у различитим облицима, укључујући Рај, Реј, Рајј и Рхак. Енциклопедија Ираника користи назив Рај.

## Историја
Пољопривредна насеља су дуго успостављана као део културе висоравни на локалним подножјима, као што је то Чешме Алија у северном Рају, које потиче око 6.000 пре нове ере. Успостављање Раја приписано је древним митолошким владарима, а верује се и да је Рај био седиште оснивача династије зороастризма.

### Класични период
Ахеменидски натпис Бехистун спомиње Рај  (староперсијски: 𐎼𐎥𐎠, Рага; Акадски: 𒊏𒂵𒀪, ра-га-; еламитски: 𒊩𒋡𒀭, рак-кафор-ан) као део Медије, који је био политичка и културна база древних Међана, једаног од старих иранских народа.
Рај је био једно од главних упоришта Селеукидског царства. Током периода Селеукида, генерал Александера Великог, Селеук I, преименовао је град у Еуропос (Ευρωπος), одавши тиме почаст свом родном граду у Македонији. Рај је коришћен као једана од заменљивих престоница Партског царства, према Атенеју. Према Исидору из Харака, у доба Парта и Селеукида, Рај је био окружен провинцијом Рагијана заједно са још четири града.
Под Сасанидским царством, Рај (средњоперсијски: 𐭫𐭣𐭩) се налазио у близини центра царства. Била је то база моћне Куће Михран и Кућа Спандијада, две од седам великих кућа Ирана у време Сасанида.

### Средњи век
Сијаваш, син Мехрана и последњег краља Раја у Сасанидском царству, поражен је у борби против муслиманске инвазије 643. године. Рај је тада коришћен као место за логоровање под арапском војном окупацијом. У време Абасидског калифата, Рај је знатној мери обновљен и проширен у нови град по имену Мохамадија.
Светиште Шах Абдул Азим, светилиште које садржи гроб Абд ел Азиз ел Хасанија,пете генерације потомака Хасана ибн Алија и пратиоца Мухамеда ел Такија, саграђен је у 9. веку. Он остаје главно исламско светилиште града до данас.
Кулу тишине, у коју су Зороастријанци после муслиманских освајања дошли да ставе тела мртвих на отвореном, саградио је богати становник Раја на брду у 10. веку. Кулу, данас у рушевинама и означену као Габрије (израз који донира „Зороастријанци“, усвојен после муслиманског освајања), муслимани су, како се извештава, убрзо заузели.
Такође из 10. века потиче и светиште Биби Шахр Бану, место некадашњег зороастријског храма посвећеног Анахити, древној иранској богињи воде. Храм је претворен у муслиманско светилиште за које се тврди да је ту сахрањена Шахрбану, легендарна сасанидска принцеза коју су муслимани заробили и удали за Хусејин ибн Алија, унука Мухамеда, утемељивача ислама. Вероватно је да је име Шахрбану, што значи „дама земље“, у ствари, приписивање Анахити, која је носила титулу бану („дама“).
Рај је био један од главних градова династије Бујида. Био је то један од градова који су били опремљени брзом поштанском службом, а која се претежно користила за преношење службених пошиљки.
Рај је такође био главни град Сеџучког царства у 11. веку. За то време, град Рај је постигао своје највећи обим и успон.
 Развио је велико градско тржиште које је такође имало користи од својих суседних области, укључујући некадашњи мали град Техеран, и постао је изванредан центар за ткање свиле. Комерцијална роба коју су трговци увозили преко Пута свиле допремна је на базар у Рају. Један од споменика који је преживео из овог периода је Тугрулова кула из 12. века, торањ од опеке, саграђен 1140. године, који се приписује Тугрулу I, оснивачу Селџучког царства.
Рај је био дом шиитске муслиманске заједнице и неких од најранијих шиитских медреса у Ирану већ у 12. веку, барем једну коју је основао шиитски учењак Казвини Рази, пре каснијег службеног усвајања шиизма као државне религије Сафавида.
У раном 13. веку, након монголске инвазије на Иран, Рај је био у значајној мери уништен. Напуштен је и на крају је изгубио на значају у односу на оближњи Техеран. Рај је остао напуштен током времена Тимуридског царства.

### Рана модерна времена
Амин Рази, персијски географ из Раја који је живео у време династије Сафавида, сведочи о "неупоредивом обиљу" вртова и канала свог родног града. Године 1618. италијански аутор Пјетро Дела Вале описао је Рај као велики град са великим баштама којим је управљао гувернер покрајине, али да није био урбанизован и да изгледа није био насељен.
Светилишта Шах Абдол Азим и Биби Шахрбану, међу осталим верске светиње широм Ирана, приметно су реконструисана током раног модерног периода, коришћењем архитектонских техника које су развијене од времена династије Сафавид а времена династије Каџар.
Постоји рељеф који се налази код Чешме Алија из времена Фатх Али Шаха из династије Каџар, који се често користио за истраживање града, а који приказује владара Каџара у једној сцени како лови, замењујући бивши сасанидски рељеф који је приказивао древног персијског цара на исти начин.
 Гравиран је 1831. године, а позадина је била украшена плочицама прекривеним стиховима.

### Савремено доба
Средином 19. века, Рај је описан као место рушевина, и једино насеље око светишта Шах Абдол Азим.. Будући да је био једино важно ходочасничко место у близини краљевског двора у новој престоници Техерану, привукао је више људи да посете светилиште а двор је спонзорисао велику обнову. Тако је између 1886. и 1888. године, под владавином каџарског владара Насера ел Дин Шаха, Рај постао прво место у Ирану које је железницом било повезано са главним градом. Железница је имала кратку једноструку линију и превоз се обављао са неколико парних локомотива које су колоквијално назване машин дуди ("димна машина"), између терминала који су се називали гар (од француског гаре).
Ископавања у старом граду започела су крајем 19. века, а многим налазима је трговано. Између 1933. и 1936. године, брдо Чешме Али ископавали су археолози из Бостонског музеја ликовних уметности и Универзитетског музеја на Универзитету у Пенсилванији на челу са Ериком Шмитом, што је резултирало открићем бројних артефаката старих 7.000 година. Неки од откривених предмета изложени су у музејима у Ирану, Чикагу и Филаделфији. Због ширења насеља у 1980-им и 1990-има, брдо је углавном сравњено. Даља ископавања започела су 1997. године у сарадњи иранског Министарства за културну баштину, Одељења за археолошке науке Универзитета у Брадфорду и Одељења за археологију Универзитета у Техерану.
Године 1951., Реза Шах из династије Пахлави, други последњи шах царске државе Иран, сахрањен је по налогу свог сина и наследника Мохамада Резе Пахлавија у маузолеју који му је посвећен у Рају. Маузолеј је изграђен у близини светишта Шах Абдол Азим. Након револуције из 1979. године, маузолеј Резе Шаха уништен је под вођством Садега Калхалија, злогласног свештеника кога је Рухолах Хомеини именовао за шефа новооснованих револуционарних судова.

## Угледни људи
- Мухаммед ибн Закарија ал-Рази
- Абу Хатим Мухаммед ибн Идрис ал-Рази
- Абу Зурах Ар Рази
- Абу Хатим ел Рази
- Амин Рази
- Харун ел Рашид
- Фахр ел Дин Дин Рази
- Наџмедин Рази
- Мортеза Авини
- Мохамед Реза Хејдари
- Џавад Некоунам
- Фарзад Ашоуби
- Хади Сеи
- Алиреза Дабир
- Хамид Суриан
- Мехди Камрани

## Галерија
- Карта Раиа из 1818. године шкотског путника Роберт Кер Портера.
- Приказ из 1840. године Сеџучки - период Тугрулова кула из Раја француског оријенталиста Еугена Фландина.
- Приказ Чешме Алија у Рају из 1840. године француског оријенталисте Еугене Фландин.
- Приказ Раја из 1860. године француског оријенталисте Јулеса Лауренса.
- Људи су ширили опране тепихе да би се сушили у месту Чешме Али 1960. године.
- Узгој поврћа у стамбеном кварту у Рају.
- Метро станица Шахр-е-Реј, део система брзог транзита Техерански метро.
- Торањ са сатом Шах Абдол Азим светилишта у Рају.
- ГробљеИбн Бабаваја , названо по шиитском учењаку Ибн Бабаваји, у Рају.